# Ralf Törngren
Ralf Johan Gustaf Törngren (Oulu, 1º marzo 1899 – Turku, 16 maggio 1961) è stato un politico finlandese.

## Biografia
È stato il 33º Primo ministro della Finlandia, dopo aver studiato economia laureandosi nel 1927 inizialmente lavorò come docente.
Fu poi membro del parlamento finlandese e leader del Partito Popolare Svedese dal 1945 sino al 1955. Fra le altre cariche politiche quella di ministro delle finanze e ministro degli esteri.

## Riconoscimenti
La prestigiosa università Åbo Akademi (Turku, Finlandia) ha istituito un riconoscimento in suo onore a partire dal 2003, scuola di cui fu anche studente.